# Новороссийский федеральный округ
Новороссийский федеральный округ (НФО) — федеральный округ Российской Федерации, который предлагается создать из международно признанных территорий Украины, частично захваченных и аннексированных в ходе российско-украинской войны.
В состав округа предлагается включить территории Крыма, аннексированные в 2014 году как Республика Крым и город федерального значения Севастополь, а также части территорий Донецкой, Луганской, Херсонской и Запорожской областей Украины, аннексированные в 2022 году как Донецкая и Луганская Народные Республики, Херсонская и Запорожская области.

## История
В 2014 году после российской аннексии Крыма был создан Крымский федеральный округ, однако в июле 2016 года этот округ был упразднен, и Крым был включен российскими властями в состав Южного федерального округа. 
После начала российского вторжения в Украину в феврале 2022 года, российские войска оккупировали большую часть Луганской области, захватили территории Запорожской и Херсонской областей, а также захватили новые территории в Донецкой области. В сентябре 2022 года после аннексии оккупированных областей Украины в России обсуждалась идея объединения Крыма и территорий ДНР, ЛНР, Херсонской и Запорожской областей в один федеральный округ. Так, об этом писала российская газета Ведомости со ссылкой на свои источники. Тогда Ведомости писали, что в качестве основного кандидата на пост полномочного представителя президента рассматривался Дмитрий Рогозин, однако позже в телеграм-канале  Brief появилась информация, что тот отказался.
В августе 2022 года депутат Госдумы России Анатолий Вассерман заявлял, что в случае победы России в войне против Украины будет создан «Новороссийский федеральный округ», границы которого должны пролегать от «Харькова до Тирасполя», «а может и до Кишинёва». В сентябре 2022 года глава подконтрольной российским властям администрации Запорожской области Евгений Балицкий заявлял о возможности создания нового федерального округа. Об этом же тогда говорил сенатор Совфеда РФ от Республики Крым Сергей Цеков. Однако осенью 2022 года спикер Совета федерации Валентина Матвиенко попросила «не забегать вперед»  с планами по созданию нового федерального округа.
6 июня 2024 года Евгений Балицкий вновь заявил о планах создания Новороссийского федерального округа.